# Miriam Hall
Miriam Hall war eine US-amerikanische Tennisspielerin um die Jahrhundertwende des 19. und 20. Jahrhunderts.

## Erfolge
Im Jahr 1904 gewann sie mit ihrer erfolgreichen Landsfrau May Sutton das Damendoppel bei den US-amerikanischen Tennismeisterschaften (heute US Open). Sie besiegten Elisabeth Moore und Carrie Neely in drei Sätzen mit 3:6, 6:3, 6:3.